# Portrait de Lady Dorothy Dacre
Le Portrait de Lady Dorothy Dacre est un tableau réalisé par le peintre flamand Antoine van Dyck, vers 1638-1640. De format vertical, cette huile sur toile est le portrait à mi-cuisses de Lady Dorothy Dacre devant un fond neutre.
Devenue veuve de Richard Lennard, Lord Dacre en 1630, cinq ans après leur mariage, la jeune femme porte sur sa robe blanche, en signe de deuil, une fine écharpe noire qu'elle tient délicatement, de la main gauche sous sa poitrine décolletée, et de l'autre près de son sexe.
L'œuvre est conservée à la Fondation Bemberg, à Toulouse, dans la Haute-Garonne, en France. Une réplique attribuée à Remigius van Leemput (en) et représentant le modèle en pied après son remariage se trouve à The Vyne (en), dans le Hampshire, au Royaume-Uni.

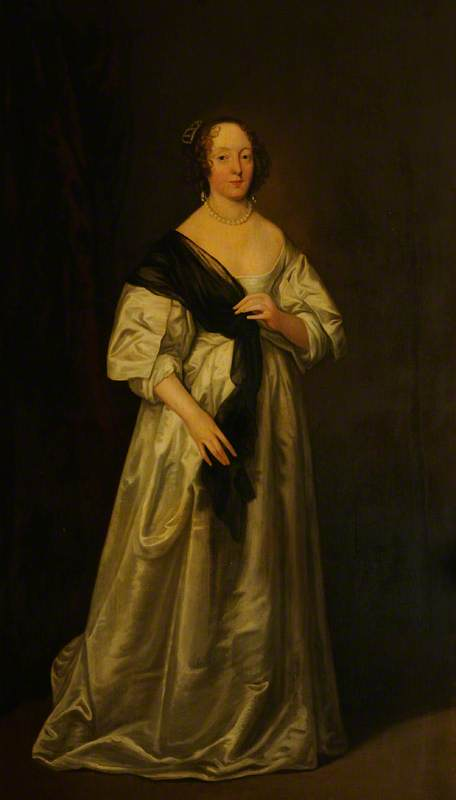
Dorothy North, Lady Dacre, Mrs Chaloner Chute, 1650-1655 – The Vyne (en), Basingstoke.